# 千五沢ダム
千五沢ダム（せんごさわダム）は、福島県石川郡石川町大字母畑の阿武隈川水系北須川に建設されたダム。もともと灌漑のみを目的としていたが、2009年（平成21年）より洪水調節を加えて多目的ダムとする改築工事が行われている。ダム湖は母畑湖（ぼばたこ）と名付けられている。

## 沿革
1967年、国営母畑開拓建設事業の基幹施設として周辺の農地造成とともに着工され、1975年3月に完成し、郡山市、須賀川市、白河市、石川郡石川町、玉川村、西白河郡中島村の3市1町2村へ灌漑用水を供給している。しかし、着工前の1966年や、完成後の1986年の8.5水害による出水で家屋や農地の浸水被害が発生していた。1994年、国営母畑開拓建設事業の事業見直しにより灌漑面積が約半分に減少し、ダムの容量に540万立方メートルの余裕が出たことから、これを治水容量として活用するために、治水、利水を目的とした当ダムの改築、及び近隣の今出川に新たに今出ダムを建設する今出川総合開発事業が1996年に事業採択された。だが2007年、水利用を計画していた県中地域水道用水供給企業団が需要の減少を理由に利水参画を断念したため、今出ダムの建設が中止された。2009年、当ダムの改修と今出川と北須川の狭窄部の改修を基本とした社川圏域河川整備計画を策定し、千五沢ダム再開発事業として新たに事業着手され、2014年より洪水吐の改築工事が開始された。洪水吐はダム構体を頂点とし4本の洪水吐が放射状に位置するラビリンス型が採用されており、全国でも珍しい形式である。利水を行いながら工事が進められ、特に洪水吐部分は非灌漑期に施工が行われる厳しい条件が課されていた。再開発事業は2024年3月25日に竣工。

## ギャラリー

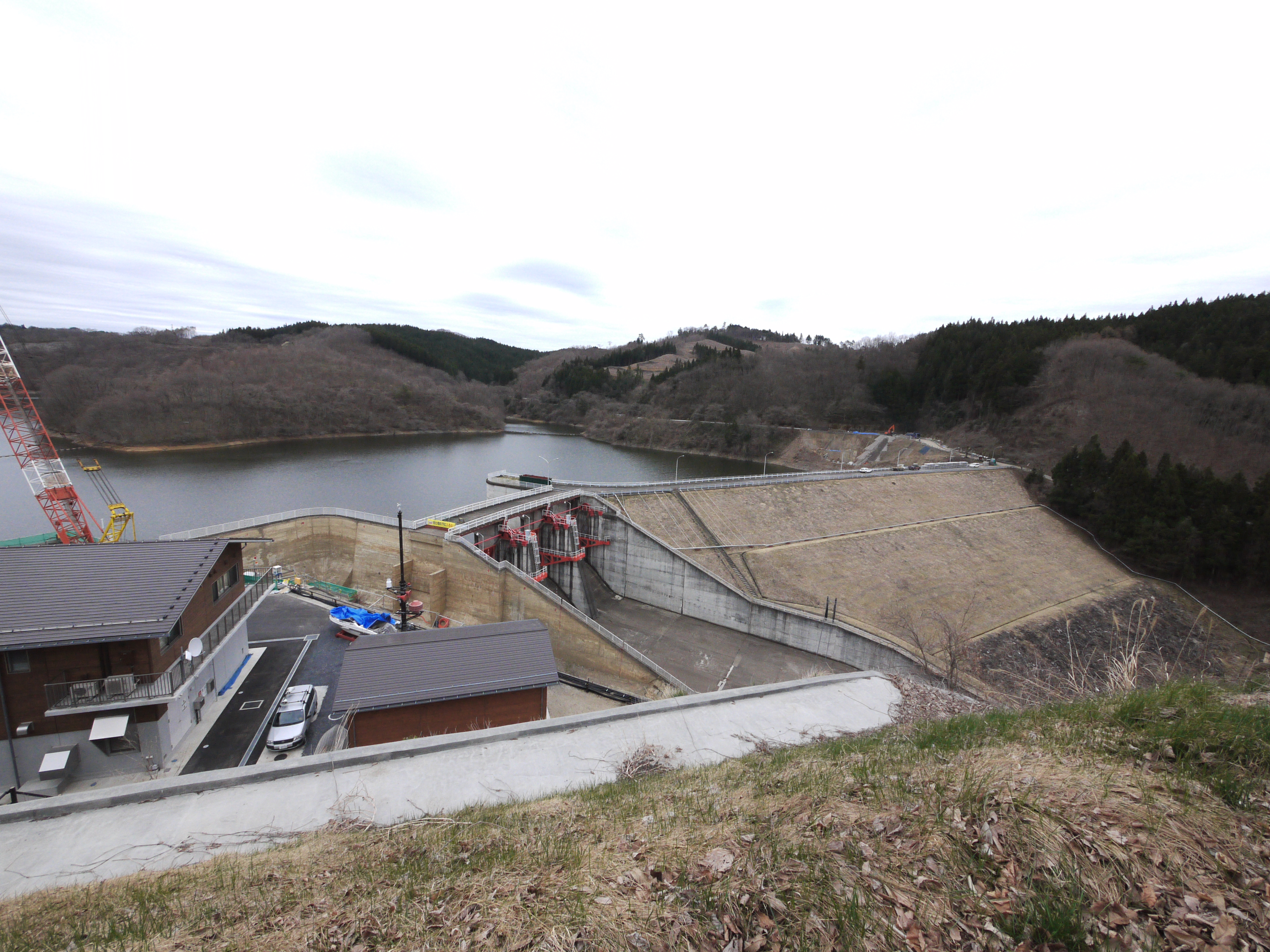
改築工事の様子（2015年4月）
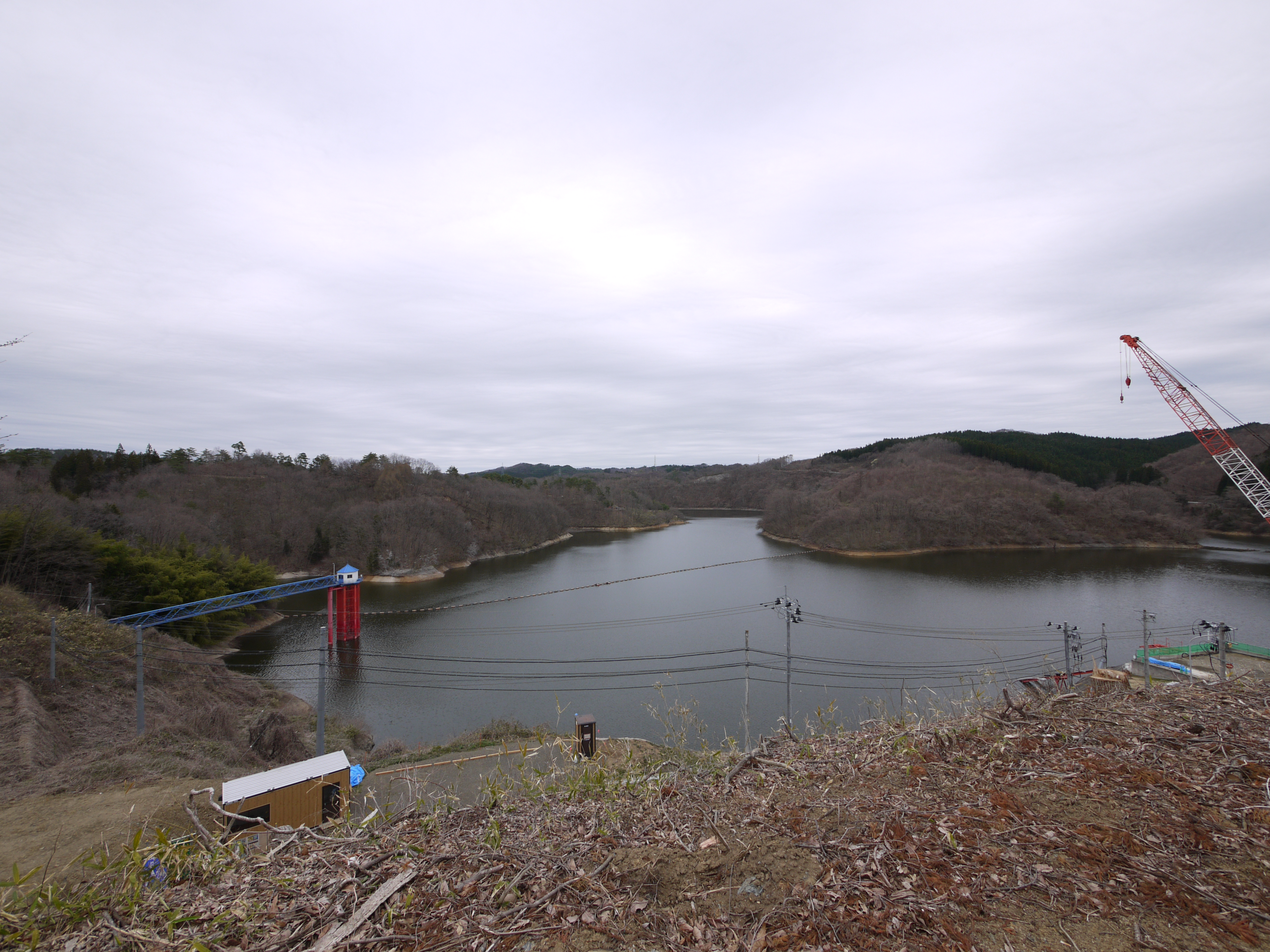
母畑湖（2015年4月）
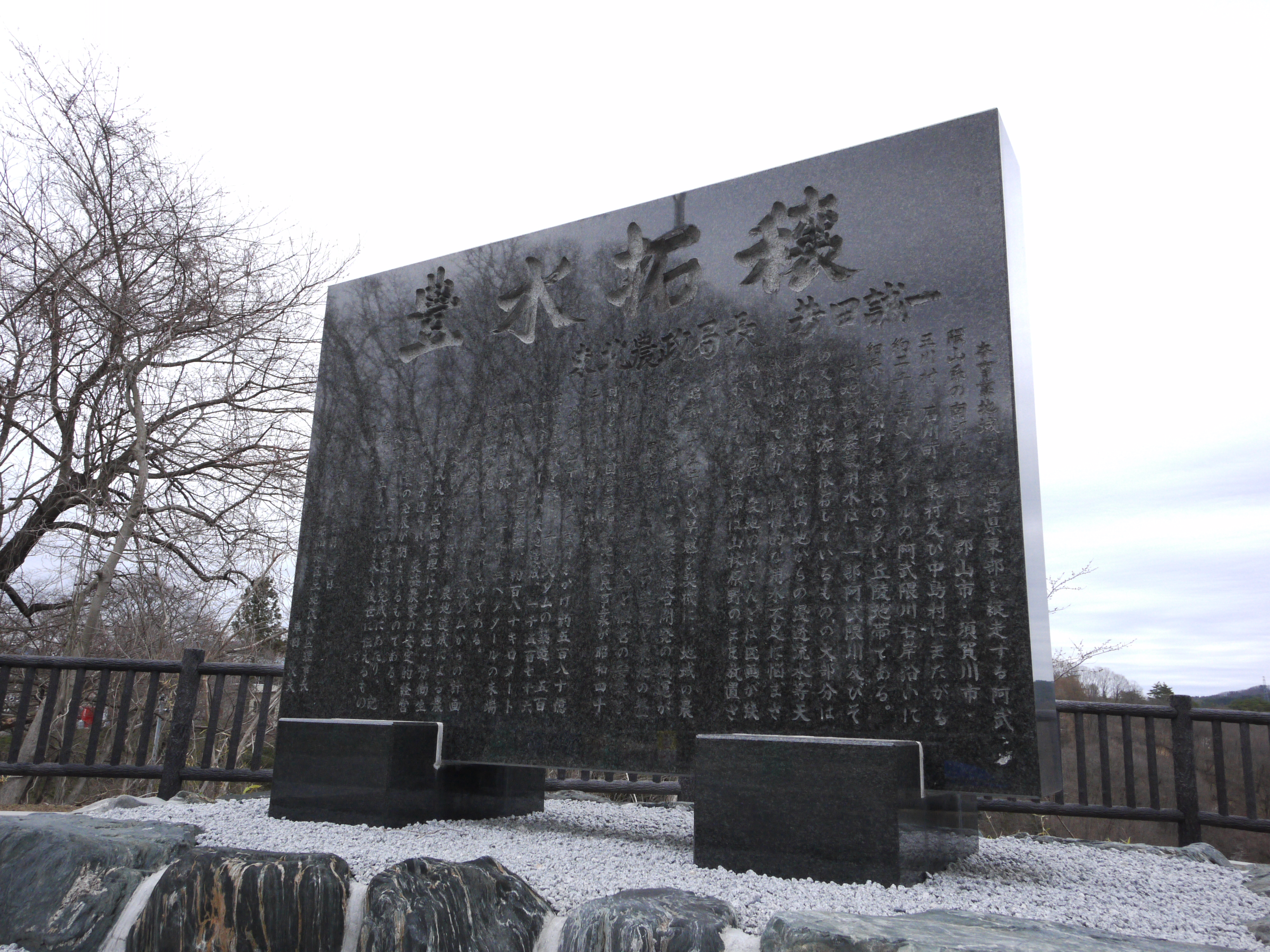
石碑（2015年4月）